# Christo Tatarczew
Christo Tatarczew (ur. 16 grudnia 1869 w Resenie, zm. 5 stycznia 1952) – jeden z twórców Wewnętrznej Macedońskiej Organizacji Rewolucyjnej.

## Życiorys
Pochodził z zamożnej rodziny, jego ojciec był bankierem. Ukończył studia medyczne w Berlinie i Zurychu, po czym wykonywał zawód lekarza szkolnego w bułgarskich szkołach średnich dla chłopców i dziewcząt w Salonikach. Z tworzącym się macedońskim ruchem narodowym zetknął się za sprawą spotkania z Dame Grujewem.
W 1894 w Resenie na drugim spotkaniu przywódców powstałej rok wcześniej Wewnętrznej Macedońskiej Organizacji Rewolucyjnej został wybrany na pierwszego przewodniczącego jej Komitetu Centralnego i brał udział w przygotowaniach do zbrojnego wystąpienia przeciwko Turkom. W 1901 został aresztowany i zesłany do więzienia w Podrum Kale.
Po wybuchu wewnętrznego konfliktu we WMRO, wywołanym klęską powstania ilindeńskiego, stał się przywódcą tzw. konserwatywnej frakcji organizacji, opowiadającej się za współpracą z Bułgarią i oczekiwaniem od niej pomocy w walce z Turcją. Opowiadał się również za zachowaniem dotychczasowych metod walki WMRO oraz scentralizowanego charakteru organizacji. Żył w Bułgarii, działając w zamiejscowych organach WMRO. Do Macedonii wrócił w czasie pierwszej wojny bałkańskiej, osiedlając się na ziemiach pod kontrolą bułgarską, jednak w 1918, po wycofaniu się Bułgarów, emigrował do Turynu, gdzie pozostawał do śmierci w 1952.